# Хёффер, Пауль
Пауль Хёффер (нем. Paul Höffer; 21 декабря 1895, Бармен — 31 августа 1949, Берлин) — немецкий композитор и музыкальный педагог.
Сын учителя, окончил учительскую семинарию, после чего в 1914 году начал учиться в Кёльнской консерватории у Франца Бёльше (композиция), Вальтера Георги (фортепиано) и Германа Абендрота (дирижирование). Прервав обучение в годы Первой мировой войны, в 1920 году продолжил композиторское образование в Берлинской высшей школе музыки под руководством Франца Шрекера. С 1923 г. преподавал там же клавир, с 1930 г. композицию и теорию музыки, с 1933 г. профессор; среди его учеников Эрланд фон Кох. После Второй мировой войны совместно с Йозефом Руфером основал в Берлине Международный музыкальный институт, предназначенный для обучения иностранных граждан (действовал в 1946—1949 гг.). С 1948 г. директор Берлинской высшей школы музыки.
Хёфферу принадлежат оперы «Борджиа» (1931) и «Лже-Вальдемар» (нем. Der falsche Waldemar; 1933, по роману Виллибальда Алексиса о самозванце XIV века), балет «Танец для любви и смерти» (нем. Tanz um Liebe und Tod; 1937), Старонемецкая сюита (1937) и Симфония большого города (нем. Sinfonie der großen Stadt; 1938) для оркестра, виолончельный (1929), фортепианный (1939) и гобойный (1946) концерты, камерные, фортепианные, хоровые сочинения.
Хёффер наряду с Хайнцем Тиссеном принадлежал к числу умеренно прогрессивных композиторов Веймарского периода, в основном сохранивших свои позиции при нацистском режиме, хотя и переживших ряд неприятных моментов (в частности, премьера «Лже-Вальдемара» 10 декабря 1934 года в Штутгарте подверглась бойкоту со стороны нацистов). В дальнейшем позиции Хёффера при новом режиме упрочились. В рамках состязаний по искусству Олимпийских игр 1936 года был удостоен золотой медали за кантату «Олимпийская клятва» (нем. Olympischer Schwur). В 1944 г. был включен в Список одарённых от Бога — официальный список виднейших деятелей искусства нацистской Германии, не подлежавших армейскому призыву и трудовой мобилизации. В 1947 г. журнал «Шпигель» писал о Хёффере как о широко исполняемом композиторе.